# Ebbenhouten Schoen 2001
De verkiezing van de Ebbenhouten Schoen 2001 werd op 11 mei 2001 gehouden. Ahmed Hossam won de Belgische voetbaltrofee voor de eerste keer. De Egyptenaar kreeg de trofee uit handen van Alain Courtois.

## Winnaar
Nzelo Lembi won de trofee in 2000 en was ook nu een van de vijf finalisten. De Congolees werd uiteindelijk runner-up na de Egyptenaar Ahmed Hossam. De aanvaller van KAA Gent, later met roepnaam Mido, had met zijn dribbels al voor veel spektakel gezorgd en kon rekenen op de interesse van verscheidene topclubs. Vooral RSC Anderlecht wilde hem graag inlijven. Hossam won de Ebbenhouten Schoen en koos uiteindelijk voor Ajax.

## Uitslag
| Nr.        | Land                    | Naam             | Club(s)            | Punten     |
| Finalisten | Finalisten              | Finalisten       | Finalisten         | Finalisten |
| ---------- | ----------------------- | ---------------- | ------------------ | ---------- |
| 1.         | Vlag van Egypte         | Ahmed Hossam     | KAA Gent           |            |
| 2.         | Vlag van Congo-Kinshasa | Nzelo Lembi      | Club Brugge        |            |
| 3.         | Vlag van Togo           | Adekamni Olufade | KSC Lokeren        |            |
| 4.         | Vlag van Burkina Faso   | Moumouni Dagano  | Germinal Beerschot |            |
| 5.         | Vlag van Nigeria        | Ode Thompson     | KRC Harelbeke      |            |

1992 · 1993 · 1994 · 1995 · 1996 · 1997 · 1998 · 1999 · 2000 · 2001 · 2002 · 2003 · 2004 · 2005 · 2006 · 2007 · 2008 · 2009 · 2010 · 2011 · 2012 · 2013 · 2014 · 2015 · 2016 · 2017 · 2018 · 2019 · 2020 · 2021 · 2022 · 2023 · 2024